# ライアン・ローク
ライアン・ローク（Ryan Rourke、1983年9月10日 - ）は、アメリカ合衆国・ワシントン州出身のプロバスケットボール選手である。ポジションは主にフォワードだが、ガードからパワーフォワードまでをこなすユーティリティープレイヤーである。

## 来歴
コーネル大学ではキャプテンを務め、IVYリーグで活躍。
卒業後は欧州に渡りルクセンブルクリーグのアミカルステンゼルでプロデビュー。その後、ポルトガルリーグのパトリミオマンディアルに移籍。
2008-09シーズンは滋賀レイクスターズに所属。副キャプテンを務めた。

## 成績
bjリーグ2008-2009シーズン
個人成績
| No | 選手名           | 得点 | 1試合平均得点 | 3P成功率 | 2P成功率 | ダンク数 | フリースロー成功率 | 出場時間 |
| -- | ---------------- | ---- | ------------- | -------- | -------- | -------- | ------------------ | -------- |
| 32 | ライアン・ローク | 893  | 17.2          | 30.3     | 43.6     | 9        | 72.4               | 1720     |

## 戦歴
- ルクセンブルクリーグベスト5選出
- ポルトガルリーグオールスター選出